# بدونيك (كورنوال)
بدونيك (بالإنجليزية: Bodwannick)‏ هي قرية تقع في المملكة المتحدة في كورنوال.